# Saint-Amand (Manche)
Saint-Amand – miejscowość i dawna gmina we Francji, w regionie Normandia, w departamencie Manche. W 2013 roku populacja gminy wynosiła 2421 mieszkańców. 
W dniu 1 stycznia 2017 roku z połączenia dwóch ówczesnych gmin – Placy-Montaigu oraz Saint-Amand – utworzono nową gminę Saint-Amand-Villages. Siedzibą gminy została miejscowość Saint-Amand. 